# 네덜란드 공주 마르흐릿
마르흐릿 프란시스카(Margriet Francisca, 1943년 1월 19일 ~ )는 네덜란드의 공주이다. 여왕 율리아나와 리페비스터펠트의 베른하르트의 셋째 딸이다. 네덜란드의 국왕 빌럼알렉산더르의 이모이기도 하다.